# Шарена трака
„Шарена трака” (енгл. The Adventure of the Speckled Band) је осма приповетка о Шерлоку Холмсу и десета свеукупна прича о Холмсу (након романа Скица у гримизу и Знак четворице) британског аутора сер Артура Конана Дојла. Првобитно је објављена у часопису The Strand Magazine у фебруару 1892. године, са илустрацијама Сиднеја Паџета, а касније као осма прича у збирци Авантуре Шерлока Холмса. Прича говори о Хелен Стонер, младој жени која ће се ускоро удати, која сумња да њен очух можда покушава да је убије како би задржао контролу над њеним наследством. Уверена у намере свог очуха, она се обраћа Холмсу за помоћ.
„Шарена трака” је класична мистерија закључане собе која се бави темама родитељске похлепе, наслеђа и слободе. Прошарану готичким елементима, многи је сматрају једним од Дојлових најбољих дела, а сам аутор ју је назвао својом најбољом причом. Прича је, заједно са остатком канона Шерлока Холмса, постала одлучујући део детективске фантастике. Прича је адаптирана путем телевизије, филма, позоришта, радија и видео игара. Такође је део изложбе у Музеју Шерлока Холмса. Позоришну адаптацију написао је и продуцирао сам Дојл, а режирао ју је Лин Хардинг, који је такође глумио Грајмсбија Ројлота. Улогу Шерлока Холмса играо је Х. А. Сејнтсбери. Дојл се славно сукобио са Хардингом око неколико детаља сценарија, али се касније помирио с њим након општег успеха представе.

## Радња
Шерлок Холмс и доктор Вотсон устају необично рано једног јутра да би упознали младу жену по имену Хелен Стонер која се плаши да њен очух, др Грајмсби Ројлот, прети њеном животу. Ројлот је лекар који је радио у Калкути у Индији и био је ожењен Хеленином покојном мајком када је као удовица живела тамо. Он је такође осиромашени последњи преживели од некадашње богате, али насилне, зловољне и аморалне англосаксонске аристократске породице из Сарија, и већ је одслужио затворску казну јер је у бесу убио свог индијског батлера.
Хеленина сестра близнакиња умрла је скоро две године раније, непосредно пре него што је требало да се уда. Хелен је чула сестрине речи на самрти: „Шарена трака”, али није могао да одгонетне њихово значење. Сама Хелен, узнемирена збуњујућом смрћу своје сестре, сада је верена. Почела је да чује чудне звукове и да посматра чудне активности око Стоук Морана, осиромашеног имања под хипотеком на коме живе она и њен очух.
Др Ројлот такође окупља чудно друштво на имању. Дружи се са групом Цигана на имању, а има гепарда и бабуна као кућне љубимце. Већ неко време прави промене у кући. Пре смрти Хеленине сестре, извршио је модификације у кући и сада поправља спољашњи зид, приморавајући Хелен да се пресели у собу у којој је њена сестра умрла.
Холмс пажљиво слуша Хеленину причу и пристаје да преузме случај. Планира посету имању касније током дана. Пре него што је могао да оде, посећује га сам др Ројлот, који му прети ако се умеша. Неустрашив, Холмс одлази до зграде суда, где испитује тестамент Хеленине покојне мајке, а затим на село.
У Стоук Морану, Холмс помно испитује просторије изнутра и споља. Међу чудним карактеристикама које открива су кревет везан за под, врпца за звоно која није причвршћена ни за једно звоно, и отвор за вентилацију између Хеленине привремене собе и собе др Ројлота.
Холмс и Вотсон се договарају да проведу ноћ у Хелениној соби. У мраку чекају до око три ујутру; изненада, благи метални шум и пригушено светло кроз вентилациони отвор подстичу Холмса на акцију. Брзо запаливши свећу, он на врпци за звоно открива „шарену траку” — змију отровницу. Удара змију својим штапом, враћајући је кроз отвор. Узнемирена, она смртно напада Ројлота, који ју је чекао да се врати након што би убила Хелен. Холмс идентификује змију као индијску мочварну шарку и открива Вотсону мотив: тестамент покојне супруге је обезбедио годишњи приход од 750 фунти, од којих је свака ћерка могла да захтева једну трећину након удаје. Због тога је др Ројлот планирао да уклони обе своје пасторке пре него што се удају како би избегао губитак већине богатства које је контролисао. Холмс признаје да би његов напад на змију могао да га учини индиректно одговорним за Ројлотову смрт, али не предвиђа да ће га то узнемирити пошто је његова акција спасила Хеленин живот.

## Инспирација
Ричард Ленселин Грин, уредник оксфордског брошираног издања Авантура Шерлока Холмса из 2000. године, претпоставља да је Дојлов извор за причу наизглед био чланак под називом „Позвао га Удав. Западноафричка авантура” у новинама Cassell's Saturday Journal, објављен у фебруару 1891. године. У чланку, капетан говори како је послат у удаљени камп у [Западној Африци] да остане у срушеној колиби која је припадала португалском трговцу. Прве ноћи у колиби, пробудила га је шкрипа и видео је „мрачну ствар чудног изгледа како виси кроз вентилатор изнад њега”. Испоставило се да је то највећи [удав] којег је видео (вероватније питон јер у Африци нема удава). Остао је парализован од страха док је змија силазила у собу. Не могавши да завапи у помоћ, капетан је приметио старо звоно које је висило са истурене греде изнад једног од прозора. Звоно је иструнуло, али помоћу штапа успео је да позвони и подигне узбуну.

## Идентитет „Шарене траке”
„То је мочварна шарка!” узвикнуо је Холмс; „Најсмртоноснија индијска змија. Умро је десет секунди након уједа.”
Већина људи сматра да је ова змија измишљена креација; међутим, идентитет змије био је предмет многих дебата међу обожаваоцима.
Кључне карактеристике које треба узети у обзир при идентификацији змије су:
- Неуротоксични отров брзог дејства, за разлику од уобичајеног хемотоксичног отрова већине змија
- Способност доброг пењања
- Изглед је описан као „жута трака са браонкастим мрљама”, глава „чучњаста, у облику дијаманта” и „надувен” врат
- Индијско порекло[4]

Доле наведени кандидати су узети у обзир.
| Врста змије              | Карактеристике | Разматрано у:                                                                      |
| ------------------------ | --- | ---------------------------------------------------------------------------------- |
| Bitis arietans           | - Отров спорог дејства - Летаргична природа - Физички изглед је другачији од мочварне шарке                                                                                      | Каталог изложбе Шерлока Холмса из 1951.                                            |
| Bitis nasicornis         | - Отров спорог дејства - Летаргична природа - Физички изглед је другачији од мочварне шарке                                                                                      | Каталог изложбе Шерлока Холмса из 1951.                                            |
| Vipera Russeli           | - Отров спорог дејства - Летаргична природа - Индијско порекло - Глава одговарајућег облика, али јој недостају „пегаве” шаре                                                     | Каталог изложбе Шерлока Холмса из 1951.                                            |
| Echis carinatus          | - Отров спорог дејства - Летаргична природа - Индијско порекло - Глава одговарајућег облика и „пегаве” шаре                                                                      | Каталог изложбе Шерлока Холмса из 1951.                                            |
| Tropidolaemus wagleri    | - Отров спорог дејства - Активни пењачи - Индијско порекло - Неодговарајућа боја                                                                                                 | Каталог изложбе Шерлока Холмса из 1951.                                            |
| Bungarus mangimaculatus  | - Брзо делујући (неуротоксични) отров - Нема познатих понашања која одговарају описима - Неодговарајућа боја - Индијско порекло                                                  | Каталог изложбе Шерлока Холмса из 1951.                                            |
| Кобра (Naja naja)        | - Брзо делујући отров - Могућност пењања - Уобичајене сорте са смеђим мрљама на жутој глави у облику дијаманта и напуханом врату - Индијско порекло                              | Каталог изложбе Шерлока Холмса из 1951.                                            |
| Scincidae                | Специјално узгојена од стране Ројлота како би се добио отров брзог дејства и жељено понашање                                                                                     | „Истина о Шареној траци” од Лоренса М. Клаубера                                    |
| Heloderma suspectum      | Специјално узгојена од стране Ројлота како би се добио отров брзог дејства и жељено понашање                                                                                     | „Скачући гуштери: Неправилна и неприродна историја Шарене траке” од Ворена Рендала |
| Удав                     | Карактеристично кретање | „Грешка Шерлока Холмса”                                                            |
| Oxyuranus microlepidotus | - Брзо делујући отров - Способност пењања - Кремасто жути стомак, слободно прошаран, глава у облику дијаманта, надувен врат - Аустралијско порекло                               | „Свеж залогај код Шарене траке” од Филипа Корнела                                  |
| Мачка                    | - Неотровна - Вешти пењачи - Разни узорци, неки сматрају да је „Шарена трака” заправо играчка за мачке - Широко распрострањено порекло - Пије млеко и може одговорити на звиждук | „Авантура несаломиве Шарене траке”, The Great Ace Attorney: Adventures             |

Ивор: Нови анотирани Шерлок Холмс од Леслија С. Клингера

## Историја објављивања
„Шарена трака” први пут је објављена у британском часопису The Strand Magazine у фебруару 1892. године, док је у Сједињеним Државама објављена у америчкој верзији овог часописа месец дана касније. Прича је објављена са десет илустрација Сиднија Паџета у истом часопису. Ова приповетка је укључена у збирку кратких прича Авантуре Шерлока Холмса, која је објављена у октобру 1892. године.

## Адаптације

### Позориште
- Конан Дојл је 1910. написао адаптацију за позориште, Шарена трака.[8] Премијерно је приказана у Аделфи театру у Лондону 4. јуна 1910. под називом Случај Стонор.
- У јесен 2013, нова позоришна адаптација, Шерлок Холмс и шарена трака, коју је написао Макс Џи, премијерно је приказана у Кући благајнику у Јорку и у Замку Рипли у Северном Јоркширу. Представу је продуцирао Театар Мил, режирао Семјуел Вуд, а глумили су Лијам Тимс као Холмс и Адам Елмс као Вотсон.[9]

### Филм
- Ова приповетка је адаптирана за сада изгубљени британско-француски кратки филм Шарена трака из 1912. године, који је био део филмског серијала са Жоржом Тревилом као Шерлоком Холмсом.[10][11]
- Приповетка је такође адаптирана као неми кратки филм из 1923. године, у серијалу филмова у којем је Еје Норвуд глумио Холмса.[12]
- Филм из 1931. године, Шарена трака, са Рејмондом Месијем у главној улози била је адаптација позоришне представе Конана Дојла, са Лин Хардингом који је поновио своју улогу Грајмсбија Ројлота.[13]
- Филм из 1944. године, Жена паук, заснован је на неколико прича о Холмсу, међу којима је и „Шарена трака”.[14]

### Радио и аудио драме
- Ова прича је адаптирана као премијерна епизода радио-серије Авантуре Шерлока Холмса, која је емитована 20. октобра 1930. године, а глумили су Вилијам Џилет као Холмс и Ли Ловел као Вотсон..[15] Продукцију је адаптирала Едит Мејзер. Римејк сценарија емитован је 17. септембра 1931, са Ричардом Гордоном који је играо Шерлока Холмса, а Ли Ловел се поново нашао у улози др Вотсона.[16] Још једна драматизација приче емитована је у фебруару 1933. са Гордоном и Ловелом, мада је нејасно да ли је ово био поновљени снимак или нова продукција.[17] Римејк сценарија емитован је 1. фебруара 1936, са Гордоном као Холмсом и Харијем Вестом као Вотсоном.[18]
- Получасовна радио-адаптација са Бејзилом Ратбоном и Најџелом Брусом у главним улогама емитована је као епизода радио-серије Нове авантуре Шерлока Холмса 16. октобра 1939, коју је поново адаптирала Едит Мејзер.[19] Друге епизоде адаптиране из приче такође су емитоване у марту 1941,[20] октобру 1943,[21] и новембру 1945, поново са Ратбоном и Брусом који су играли Холмса и Вотсона.[22][23] Получасовна радио-адаптација са Томом Конвејем као Холмсом и Брусом као Вотсоном емитована је 23. јуна 1947. године.[24][25] Получасовна радио адаптација у којој су глумили Џон Стенли као Холмс и Вендел Холмс (користећи псеудоним „Џорџ Спелвин”) као Вотсон емитована је као епизода исте серије 19. децембра 1948, а адаптирао ју је Макс Ерлих.[26][27]
- Адаптација радио-станице BBC Home Service емитована је 1945. године, коју је драматизовао Џон Диксон Кар, а у којој су глумили Седрик Хардвик као Холмс и Финлеј Кари као Вотсон.[28]
- Радио адаптација на станици Home Service из 1948. године, коју је такође адаптирао Џон Диксон Кар, представља Хауарда Мерион-Крофорда као Холмса, а Финлеј Кари је поновио улогу Вотсона.[28] Хауард Мерион-Крофорд је касније играо Вотсона у телевизијској серији Шерлок Холмс из 1954. године.
- Радио адаптација са Џоном Гилгудом као Холмсом и Ралфом Ричардсоном као Вотсоном емитована је 1955. на NBC радију.[29]
- Получасовна радио адаптација BBC-ја емитована је у јулу 1962. на BBC Light програму, као део радио серије из 1952–1969, у којој су глумили Карлтон Хобс као Холмс и Норман Шели као Вотсон. Мајкл Хардвик је адаптирао продукцију.[30]
- Године 1970. аудио драма заснована на причи објављена је на LP плочи, као један од неколико снимака са Робертом Хардијем као Холмсом и Најџелом Стоком као Вотсоном. Драматизовали су је и продуцирали Мајкл Хардвик (који је такође адаптирао радио-драму из 1962) и Моли Хардвик.[31]
- Једносатна радио адаптација емитована је као епизода серије CBS Radio Mystery Theater 28. јуна 1977. године.[32] У епизоди су глумили Кевин Макарти као Шерлок Холмс и Корт Бенсон као др Вотсон.[33]
- Драматизација станице BBC Radio 4 коју је адаптирао Винсент Макинерни емитована је 9. јануара 1991. као део радио серије из 1989–1998. у којој су глумили Клајв Мерисон као Холмс и Мајкл Вилијамс као Вотсон. У улози Хелен Стонер се појавила Сузан Вулдриџ.[34]
- У јуну 2011. Big Finish Productions је адаптирао и објавио аудио-драму Шерлок Холмс: Шарена трака са Николасом Бригсом у улози Шерлока Холмса и Ричардом Ерлом као др Вотсоном.[35]
- Прича је адаптирана као епизода из 2015. радио-серије Класичне авантуре Шерлока Холмса, са Џоном Патриком Лоуријем као Холмсом и Лоренсом Албертом као Вотсоном.[36]
- Једносатна бенгалска адаптација станице Radio Mirchi, Калкута са Мир Афсар Алијем у главној улози емитована је као епизода емисије Sunday Suspense 1. маја 2016. године.

### Телевизија
- Получасовна телевизијска адаптација са Аланом Напијером и Мелвилом Купером у главним улогама емитована је као десета епизода NBC телевизијске серије Your Show Time 25. марта 1949. године.[37]
- Пилот епизода BBC-јеве серије Шерлок Холмс из 1964. била је нова верзија „Шарене траке”, емитована у мају 1964. као део антологијске серије Детектив. Епизоду је написао Џајлс Купер, режирао Робин Миџли, а глумили су Даглас Вилмер као Холмс, Најџел Сток као Вотсон и Феликс Фелтон као Ројлот.[38]
- „Шарена трака” је адаптирана за совјетску телевизију 1979. године са Василијем Ливановим у улози Шерлока Холмса и Виталијем Соломином као доктором Вотсоном.
- „Шарена трака” је била шеста епизода прве сезоне серије Авантуре Шерлока Холмса са Џеремијем Бретом као Холмсом и Дејвидом Берком као Вотсоном, која је први пут емитована 1984. године.[39]
- „Шарена трака” је адаптирана као део аниме серије из 1984–85. Sherlock Hound. У овој верзији, Моријарти се представља као Ројлот да би украо Хеленин новац, а Шерлок се укључује када му се аутомобил поквари и бива принуђен да остане у њиховој кући преко ноћи.
- Коки Митани је адаптирао „Шарену траку” и приповетку „Пужући човек” у епизоду у луткарске серије Шерлок Холмс. Једне ноћи у Школи Битон пронађена је мочварна шарка са мрљама у облику крокуса. Следећег дана, наставница приправница Хелен Стонер посећује Холмса и Вотсона у соби 221б спаваонице Бејкер и прича им о чудном понашању Грајмсбија Ројлота који предаје хемију. Те ноћи, они сазнају зашто се он тако понаша, али Шерман, ученицу, напада шарка.[40]
- Анимирана телевизијска серија Шерлок Холмс у 22. веку адаптирала је ову приповетку у епизоду „The Scales of Justice”.

### Видео игре
- Видео игра The Great Ace Attorney: Adventures је адаптирала „Шарену траку” у другу епизоду игре, „The Adventure of the Unbreakable Speckled Band”. У овој епизоди, протагониста, Рјуносуке Наруходо, помаже Херлоку Шолмсу (названом „Шерлок Холмс” на изворном јапанском објављеном; локализација је промењена из правних разлога) у истрази, а најбољи пријатељ протагонисте, Казума Асоги, преузима место жртве, а прави идентитет кривца је промењен у руску тражиоцу азила која је ишла под псеудонимом Ројлот како би сакрила свој идентитет. У средини случаја, Шолмс открива оригинални закључак приче. Међутим, Рјуносукеов партнер, Сусато Микотоба, указује на бројна питања у вези са биологијом змија. Захваљујући Рјуносукеу, на крају се закључује да је смрт жртве проузрокована тако што се спотакнуо о мачку након што су га гурнули, и да се „шарена трака” односи на играчку за мачке. Касније у четвртој епизоди игре; „The Adventure of the Clouded Kokoro”, открива се да је Херлокова помоћница, Ајрис Вилсон, која адаптира догађаје у „Шареној траци”, изменила неке детаље око себе како би била занимљивија публици, нпр. тако што је змију учинила оружјем убиства, потпуно свесна да ово не би имало смисла с обзиром на биологију змија.